# Felicity Hall
Felicity Hall es una localidad de Trinidad y Tobago, que forma parte de la región de Couva-Tabaquite-Talparo.

## Geografía
La localidad abarca parte de la isla Trinidad y limita al norte y oeste con Orange Valley, al sur con St. Andrew's Village y al este con Mc Bean y Couva Central.

## Demografía
Datos demográficos de la localidad de Felicity Hall:
| Gráfica de evolución demográfica de Felicity Hall entre 2000 y 2011 |
|                                                                     |